# Азло
Азло (фр. Azelot) насеље је и општина у североисточној Француској у региону Лорена, у департману Мерт и Мозел која припада префектури Нанси.
По подацима из 2011. године у општини је живело 417 становника, а густина насељености је износила 87,79 становника/km². Општина се простире на површини од 4,75 km². Налази се на средњој надморској висини од 287 метара (максималној 337 m, а минималној 228 m).

## Демографија
| 1962. | 1968. | 1975. | 1982. | 1990. | 1999. | 2011. |
| ----- | ----- | ----- | ----- | ----- | ----- | ----- |
| 107   | 115   | 165   | 353   | 342   | 360   | 417   |

График промене броја становника у току последњих година